# BreachForums
BreachForums — был англоязычным криминальным форумом по черному хакерству, активным с 2022 по 2023 год. В 2022 году данный форум стал альтернативой и впоследствии преемником RaidForums после его закрытия и конфискации. Как и его предшественник, BreachForums, имел возможность обсуждать различные темы взлома, а также распространять данные о нарушениях безопасности, инструменты для взлома и различные другие услуги.

## История
Форум был создан и принадлежал 19-летнему Конору Брайану Фитцпатрику в марте 2022 года. На форуме он использовал псевдоним "pompompurin". Фицпатрик в интернете использовал идентичность японского персонажа от Sanrio с тем же именем. Фицпатрик заявил о своей ответственности за взлом электронной почты ФБР за год до этого, в 2021 году.

## Разногласия
10 декабря 2022 года участник форума, идентифицирующий себя под псевдонимом "USDoD", опубликовал тему, в которой предлагал продажу базы данных, содержащей информацию о более чем 80 000 членах некоммерческой организации ФБР и информационного портала InfraGard. На форуме данная личность заявила, что получила доступ к порталу через атаку социальной инженерии, при которой они выдавали себя за генерального директора неизвестной финансовой корпорации из США.
9 марта 2023 года еще один участник, идентифицировавший себя под псевдонимом "Denfur", опубликовал тему, содержащую 200 записей, полученных в результате взлома маркетплейса здравоохранения округа Колумбия DC Health Link. Он заявил, что в скором времени будет предоставлена дополнительная информация. Позднее власти Управления по здравоохранению Вашингтона заявили, что более 56 000 клиентов пострадали от утечки данных. Однако исходные сообщения, касающиеся этой информации, утверждают, что в них содержится информация о более чем 170 000 клиентах.

## Арест и закрытие
15 марта 2023 года Фитцпатрик был арестован правоохранительными органами по обвинению в сговоре с целью совершения мошенничества с доступом к устройствам. После ареста Фицпатрика другой администратор форума, выступающий под псевдонимом Baphomet, стал владельцем веб-сайта и его инфраструктуры. Однако, из-за подозрений Baphomet в возможном скомпрометировании форума, 21 марта 2023 года он был закрыт.